# Натуральное число

Натуральные числа можно использовать для счёта (одно яблоко, два яблока, три яблока и т. д.)

Натура́льные чи́сла (от лат. naturalis «естественный») — числа, возникающие естественным образом при счёте (1, 2, 3, 4, 5, 6, 7 и так далее). Последовательность всех натуральных чисел, расположенных в порядке возрастания, называется натуральным рядом.
Множество натуральных чисел является бесконечным, так как для любого натурального числа {\displaystyle n} найдётся натуральное число, большее чем {\displaystyle n}. Натуральные числа ещё можно называть целыми положительными числами. Поэтому отрицательные и нецелые (дробные) числа к натуральным не относятся.
Свойства натуральных чисел и операций с ними изучают арифметика и (более углублённо) теория чисел.

## История

### Древний период
Самый примитивный способ представления натурального числа — ставить метку при учёте каждого объекта. Позже набор объектов можно будет проверить на равенство, избыток или недостаток — вычеркнув отметку и удалив объект из набора.
Первым крупным достижением стало использование цифр для компактного представления натуральных чисел. Это позволило разработать системы для записи больших чисел. Сейчас почти во всех случаях для записи натуральных и всех остальных чисел используются индо-арабские цифры (набор из десяти особых знаков — 0, 1, 2, 3, 4, 5, 6, 7, 8, 9). В некоторых случаях используются и римские цифры (семь заглавных латинских букв — I, V, X, L, C, D, M), которые могут обозначать только натуральные числа и где отсутствует цифра для нуля. Остальные системы сейчас очень мало распространены, однако ещё древние египтяне разработали обширную систему цифр с иероглифами для 1, 10 и всех степеней от 10 до более чем миллиона. На каменной резьбе из Карнака, датируемой примерно 1500 лет до н.э. и ныне находящейся в Лувре, число 276 изображено как 2 сотни, 7 десятков и 6 единиц; и аналогично для числа 4622.
Гораздо более поздним достижением стало развитие идеи о том, что ноль можно рассматривать как число с собственной цифрой. Использование цифры 0 в обозначении места (в других числах) восходит к 700 году до н.э. вавилонянами, которые опускали такую цифру, когда она была последним символом в числе. Ноль использовался в качестве числа в средневековых вычислениях (вычислении даты Пасхи), начиная с Дионисия Экзигууса в 525 году нашей эры, без обозначения цифрой (стандартные римские цифры не имеют символа для 0). Вместо этого для обозначения нулевого значения использовалось лат. nulla (или родительный падеж лат. nullae в значении «нет»). Использование ноля в наше время возникло у индийского математика Брахмагупты в 628 г. н.э.
Первое систематическое изучение чисел, как абстракций, обычно приписывают греческим философам Пифагору и Архимеду. Некоторые греческие математики относились к числу 1 иначе, чем к большим числам, а иногда и вовсе не как к числу. Евклид, например, сначала определил сущность единицы, а затем число как множество единиц, таким образом, по его определению единица не является числом, и не существует уникальных чисел (например, любые две единицы из неопределённого множества единиц являются числом 2).

### Современный период
В Европе XIX века велись математические и философские дискуссии о точной природе натуральных чисел. Анри Пуанкаре был одним из защитников такой концепции, как и Леопольд Кронекер, который резюмировал свою веру так: «Бог создал целые числа, всё остальное — дело рук человека». Такая концепция была определена, как натуралистическая.
В противовес натуралистам конструктивисты видели необходимость совершенствовать логическую основу в основах математики. В 1860-х годах Герман Грассманн предложил рекурсивное определение натуральных чисел, таким образом заявив, что они не совсем естественные, а являются следствием определений. Далее было построены два класса таких формальных определений; позднее было показано, что они эквивалентны в большинстве практических приложений.
Теоретико-множественные определения натуральных чисел были инициированы Фреге. Первоначально он определил натуральное число, как класс всех множеств, которые находятся во взаимно однозначном соответствии с определённым множеством. Однако это определение привело к парадоксам, в том числе к парадоксу Рассела. Чтобы избежать таких парадоксов, формализм был изменён таким образом, что натуральное число определяется как конкретное множество, а любой набор, который можно поставить во взаимно однозначное соответствие с этим набором, называется имеющим это количество элементов.
Второй класс определений был введён Чарльзом Сандерсом Пирсом, уточнён Ричардом Дедекиндом и исследован Джузеппе Пеано — этот подход теперь называется аксиомами Пеано. Он основан на аксиоматизации свойств порядковых чисел: каждое натуральное число имеет преемника, а каждое ненулевое натуральное число имеет уникального предшественника. Арифметика Пеано равнозначна нескольким слабым системам теории множеств. Одной из таких систем является система Цермело — Френкеля (ZFC), в которой аксиома бесконечности заменена её отрицанием. Среди теорем, которые могут быть доказаны в ZFC, но не могут быть доказаны с помощью аксиом Пеано,— Теорема Париса — Харрингтона, Теорема Гудстейна и другие.
На основании такого базиса определений удобно включать ноль (соответствующий пустому набору) как натуральное число. Включение ноля в настоящее время является обычным явлением среди теории множеств и логических построений.

## Место нуля
Существуют два подхода к определению натуральных чисел:
числа, возникающие при подсчёте (нумерации) предметов: первый, второй, третий, четвёртый, пятый…;
числа, возникающие при обозначении количества предметов: 0 предметов, 1 предмет, 2 предмета, 3 предмета,  4 предмета, 5 предметов…
В первом случае ряд натуральных чисел начинается с единицы, во втором — с нуля. Не существует единого для большинства математиков мнения о предпочтительности первого или второго подхода (то есть считать ли ноль натуральным числом или нет). В подавляющем большинстве российских источников традиционно принят первый подход. Второй подход, например, применяется в трудах Николя Бурбаки, где натуральные числа определяются как мощности конечных множеств. Наличие нуля облегчает формулировку и доказательство многих теорем арифметики натуральных чисел, поэтому при первом подходе вводится полезное понятие расширенного натурального ряда, включающего ноль.
Множество всех натуральных чисел принято обозначать символом {\displaystyle \mathbb {N} }. Международные стандарты ISO 31-11 (1992 год) и ISO 80000-2 (2009 год) устанавливают следующие обозначения:
- {\displaystyle \mathbb {N} } — натуральные числа, включая ноль: {\displaystyle \{0,1,2,3,4\dots \}.}
- {\displaystyle \mathbb {N^{*}} } — натуральные числа без нуля: {\displaystyle \{1,2,3,4\dots \}.}

Такие же, как в ISO, обозначения для множества натуральных чисел закреплены в российском ГОСТ 2011 года: Р 54521-2011, таблица 6.1. Тем не менее в русских источниках этот стандарт пока не соблюдается — в них символ {\displaystyle \mathbb {N} } обозначает натуральные числа без нуля, а расширенный натуральный ряд обозначается {\displaystyle \mathbb {Z} _{0},\mathbb {Z} _{+},\mathbb {Z} _{\geqslant 0}} и т. д.

## Аксиомы, позволяющие определить множество натуральных чисел

### Аксиомы Пеано для натуральных чисел
Множество {\displaystyle \mathbb {N} } будем называть множеством натуральных чисел, если зафиксированы некоторый элемент 1 (единица), функция {\displaystyle S} c областью определения {\displaystyle \mathbb {N} }, называемая функцией следования ({\displaystyle S\colon \mathbb {N} }), и выполнены следующие условия:
1. элемент единица принадлежит этому множеству ({\displaystyle 1\in \mathbb {N} }), то есть является натуральным числом;
2. число, следующее за натуральным, также является натуральным (если {\displaystyle x\in \mathbb {N} }, то {\displaystyle S(x)\in \mathbb {N} } или, в более короткой записи, {\displaystyle S\colon \mathbb {N} \to \mathbb {N} });
3. единица не следует ни за каким натуральным числом ({\displaystyle \nexists x\in \mathbb {N} \ (S(x)=1)});
4. если натуральное число {\displaystyle a} непосредственно следует как за натуральным числом {\displaystyle b}, так и за натуральным числом {\displaystyle c}, то {\displaystyle b} и {\displaystyle c} — это одно и то же число (если {\displaystyle S(b)=a} и {\displaystyle S(c)=a}, то {\displaystyle b=c});
5. (аксиома индукции) если какое-либо предложение (высказывание) {\displaystyle P} доказано для натурального числа {\displaystyle n=1} (база индукции) и если из допущения, что оно верно для другого натурального числа {\displaystyle n}, вытекает, что оно верно для следующего за {\displaystyle n} натурального числа (индукционное предположение), то это предложение верно для всех натуральных чисел (пусть {\displaystyle P(n)} — некоторый одноместный (унарный) предикат, параметром которого является натуральное число {\displaystyle n}. Тогда, если {\displaystyle P(1)} и {\displaystyle \forall n\;(P(n)\Rightarrow P(S(n)))}, то {\displaystyle \forall n\;P(n)}).

Перечисленные аксиомы отражают наше интуитивное представление о натуральном ряде и числовой линии.
Принципиальным фактом является то, что эти аксиомы по сути однозначно определяют натуральные числа (категоричность системы аксиом Пеано). А именно, можно доказать (см., а также краткое доказательство), что если {\displaystyle (\mathbb {N} ,1,S)} и {\displaystyle ({\tilde {\mathbb {N} }},{\tilde {1}},{\tilde {S}})} — две модели для системы аксиом Пеано, то они необходимо изоморфны, то есть существует обратимое отображение (биекция) {\displaystyle f\colon \mathbb {N} \to {\tilde {\mathbb {N} }}} такая, что {\displaystyle f(1)={\tilde {1}}} и {\displaystyle f(S(x))={\tilde {S}}(f(x))} для всех {\displaystyle x\in \mathbb {N} }.
Поэтому, достаточно зафиксировать в качестве {\displaystyle \mathbb {N} } какую-либо одну конкретную модель множества натуральных чисел.
Иногда, особенно в иностранной и переводной литературе, в первой и третьей аксиомах Пеано заменяют единицу на ноль. В этом случае ноль считается натуральным числом. При определении через классы равномощных множеств ноль является натуральным числом по определению. Специально отбрасывать его было бы неестественно. Кроме того, это значительно усложнило бы дальнейшее построение и применение теории, так как в большинстве конструкций нуль, как и пустое множество, не является чем-то обособленным. Другим преимуществом считать ноль натуральным числом является то, что при этом {\displaystyle \mathbb {N} } образует моноид. Как уже упоминалось выше, в русской литературе традиционно ноль исключён из числа натуральных чисел.

### Теоретико-множественное определение натуральных чисел (определение Фреге — Рассела)

Положение натуральных чисел в иерархии числовых множеств

Согласно теории множеств, единственным объектом конструирования любых математических систем является множество.
Таким образом, и натуральные числа вводятся, исходя из понятия множества, по двум правилам:
- {\displaystyle 0=\varnothing ;}
- {\displaystyle S(n)=n\cup \left\{n\right\}.}

Числа, заданные таким образом, называются ординальными.
Опишем несколько первых ординальных чисел и соответствующих им натуральных чисел:
- {\displaystyle 0=\varnothing ;}
- {\displaystyle 1=\varnothing \cup \left\{0\right\}=\left\{\varnothing \right\};}
- {\displaystyle 2=1\cup \left\{1\right\}={\big \{}\varnothing ,\;\left\{\varnothing \right\}{\big \}};}
- {\displaystyle 3=2\cup \left\{2\right\}={\Big \{}\varnothing ,\;\left\{\varnothing \right\},\;{\big \{}\varnothing ,\;\left\{\varnothing \right\}{\big \}}{\Big \}}.}

## Мощность множества натуральных чисел
Обобщение числа элементов конечного множества на бесконечные множества характеризуется понятием «мощность множества». По мощности множество натуральных чисел больше любого конечного множества, но меньше любого интервала, например, {\displaystyle (0,1)}. Множество натуральных чисел равномощно множеству рациональных чисел. Всякое множество, равномощное множеству натуральных чисел, называется счётным множеством. Так, множество членов любой последовательности счётно. В то же время, существует последовательность, в которую каждое натуральное число входит бесконечное число раз, поскольку множество натуральных чисел можно представить как счётное объединение непересекающихся счётных множеств (например, {\displaystyle \mathbb {N} =\bigcup \limits _{k=0}^{\infty }\left(\bigcup \limits _{n=0}^{\infty }(2n+1)2^{k}\right)}).

## Операции над натуральными числами
К замкнутым операциям (операциям, не выводящим результат из множества натуральных чисел) над натуральными числами относятся следующие арифметические операции:
- сложение: слагаемое + слагаемое = сумма;
- умножение: множитель × множитель = произведение;
- возведение в степень: {\displaystyle a^{b}}, где {\displaystyle a} — основание степени, {\displaystyle b} — показатель степени. Если {\displaystyle a} и {\displaystyle b} — натуральные числа, то и результат будет натуральным числом.

Дополнительно рассматривают ещё две операции (с формальной точки зрения не являющиеся операциями над натуральными числами, так как не определены для всех пар чисел (иногда существуют, иногда нет)):
- вычитание: уменьшаемое — вычитаемое = разность. При этом уменьшаемое должно быть больше вычитаемого (или равно ему, если считать нуль натуральным числом);
- деление с остатком: делимое / делитель = (частное, остаток). Частное {\displaystyle p} и остаток {\displaystyle r} от деления {\displaystyle a} на {\displaystyle b} определяются так: {\displaystyle a=p\cdot b+r}, причём {\displaystyle r<b}. Заметим, что при обобщении определения на множество неотрицательных целых чисел последнее условие запрещает деление на нуль, так как в этом множестве не существует {\displaystyle r<0}.

Следует заметить, что операции сложения и умножения являются основополагающими. В частности, кольцо целых чисел определяется именно через бинарные операции сложения и умножения.

### Основные свойства
- Коммутативность сложения:

{\displaystyle a+b=b+a.}
- Коммутативность умножения:

{\displaystyle a\cdot b=b\cdot a.}
- Ассоциативность сложения:

{\displaystyle (a+b)+c=a+(b+c).}
- Ассоциативность умножения:

{\displaystyle (a\cdot b)\cdot c=a\cdot (b\cdot c).}
- Дистрибутивность умножения относительно сложения:

{\displaystyle {\begin{cases}a\cdot (b+c)=a\cdot b+a\cdot c\\(b+c)\cdot a=b\cdot a+c\cdot a\end{cases}}.}

### Алгебраическая структура
Сложение превращает множество натуральных чисел в полугруппу с единицей, роль единицы выполняет 0. Умножение также превращает множество натуральных чисел в полугруппу с единицей, при этом единичным элементом является 1. С помощью замыкания относительно операций сложения-вычитания и умножения-деления получаются группы целых чисел {\displaystyle \mathbb {Z} } и рациональных положительных чисел {\displaystyle \mathbb {Q} _{+}^{*}} соответственно.

### Теоретико-множественные определения
Воспользуемся определением натуральных чисел как классов эквивалентности конечных множеств. Если обозначить класс эквивалентности множества A, порождённый биекциями, с помощью квадратных скобок: [A], основные арифметические операции определятся следующим образом:
- {\displaystyle [A]+[B]=[A\sqcup B];}
- {\displaystyle [A]\cdot [B]=[A\times B];}
- {\displaystyle {[A]}^{[B]}=[A^{B}],}

где:
- {\displaystyle A\sqcup B} — дизъюнктное объединение множеств;
- {\displaystyle A\times B} — прямое произведение;
- {\displaystyle A^{B}} — множество отображений из B в A.

Можно показать, что полученные операции на классах введены корректно, то есть не зависят от выбора элементов классов, и совпадают с индуктивными определениями.

## Комментарии
1. ↑  Табличка Киша, предположительно датируемая примерно 700 годом до нашей эры, использует три крючка для обозначения пустого места в позиционном обозначении. В других таблицах, датируемых примерно тем же временем, используется единственный крючок для пустого места.[4]
2. ↑  Это положение используется, например, в «Элементах» Евклида, см. Интернет-издание Д. Джойса Книги VII.[6]
3. ↑  Английский перевод — от Грея. В сноске Грей указывает источник немецкой цитаты: «Weber 1891–1892, 19, цитата из лекции Кронекера 1886 года».[8]